# Johnny Sequoyah
Johnny Sequoyah Friedenberg, née le 25 octobre 2002 à Boise (Idaho), est une actrice américaine, connue pour son rôle principal de Bo Adams dans la série télévisée Believe. 

## Biographie
Johnny Sequoyah est née à Boise dans l'Idaho. Elle a commencé à jouer à 8 ans dans sa ville natale.
En 2013 et au début de 2014, elle a joué des rôles dans les films Ass Backwards, Plastic Jesus, et I Believe in Unicorns. Elle apparaît également dans Wind Walkers et Among Ravens, deux films réalisés par son père, Russell Friedenberg, et produits par sa mère, Heather Rae (en). Elle a également joué dans la série de télévision de NBC, Believe.
Johnny Sequoyah réside aux États-Unis, à Los Angeles. En 2016, elle devait apparaître dans la série American Housewife, mais elle a été remplacée par Meg Donnelly.

## Filmographie

### Télévision
- 2014 : Believe (13 épisodes) : Bo Adams
- 2021 - 2022 : Dexter : New Blood (10 épisodes) : Audrey Bishop

### Cinéma
- 2013 : Ass Backwards (en) de Chris Nelson : écolière
- 2014 : I Believe in Unicorns de Leah Meyerhoff (en) : fille sur un scooter
- 2014 : Among Ravens de Russell Friedenberg et Randy Redroad (en) : Joey
- 2014 : Black Eyed Dog d'Erica Dunton : [Qui ?]
- 2015 : Wind Walkers : Willow Samuelson
- 2016 : Albion: The Enchanted Stallion de Castille Landon : Molly